# Чехи (племя)

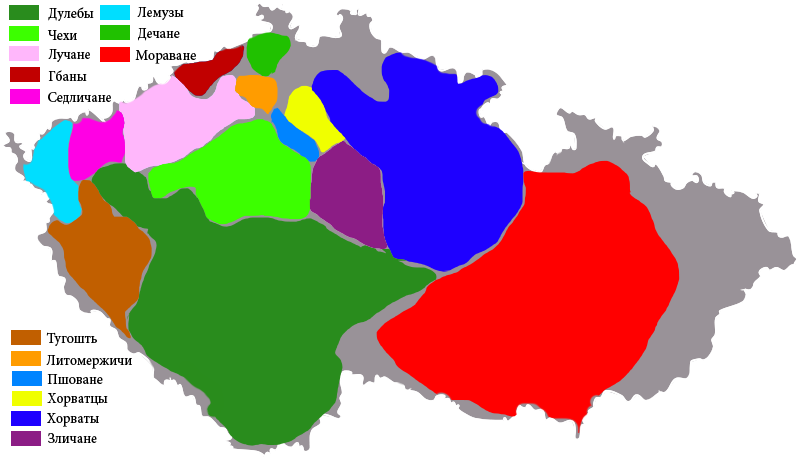
Местоположение средневековых чешских племён в границах современного государства Чехия.

Чехи — средневековое западнославянское племя, которое населяло центральную часть будущей Чехии/Богемии, а именно, центральную и нижнюю Влтаву. Именно оно передало чешскому народу своё самоназвание. Первоначально, оно занимало сравнительно небольшие территории, но было самым многочисленным. Граничило с дулебами на Юге, зличанами и пшованами на Востоке, литомержичами на Севере и лучанами на Западе. Главный город чехов находился в районе современной Праги.
В IX—X веке над племенем чехов укрепляется власть династии Пржемысловичей, которые в течение нескольких веков боролись с родом Славниковичей из племени зличан, а также с Вршовцами из племени лучан. В конце концов Пржемысловичи собрали все соседние чешские племена под своей властью и сформировали единое Княжество Чехия.